# Oskari Tokoi
Antti Oskari Tokoi (oprindeligt Antti Oskari Hirvi; født 15. maj 1873 i Kannus, Storhertugdømmet Finland, død 4. september 1963 i Leominster, Worcester County, Massachusetts, USA) var en finsk politiker, fagforeningsmand og journalist. Med udgangspunkt i arbejderbevægelsen startede han en parlamentarisk politisk karriere inden 1. verdenskrig som repræsentant for Finlands Socialdemokratiske Parti og blev formand og senere næstformand for det finske senat. Efter den russiske februarrevolution i 1917 blev han regeringschef (”verdens første socialistiske statsminister”) i den urolige tid, hvor den russiske provisoriske regering havde bekræftet Finlands autonomi, men ikke tilbudt fuldstændig suverænitet. Hans regering var ikke i stand til at sikre den interne fred og i august 1917 trak han sig sammen med de øvrige socialister sig ud af regeringen. I den efterfølgende finske borgerkrig i 1918 deltog han på den røde side som folkekommissær med ansvar for fødevarer. Efter borgerkrigen flygtede han til Rusland og tilsluttede sig senere til Murmansk-legionen, inden han via England og Canada kom til USA, hvor han tilbragte resten af sit liv.

## Barndom og ungdom
Oskari Tokoi blev født i den vestfinske region Mellersta Österbotten på en gård, der hedder Tokoi, hvis navn han senere antog som sit efternavn. Fra dette område var der en omfattende udvandring til Amerika, og Tokoi, der kun havde modtaget 4 års grundskoleuddannelse, flyttede til USA i 1891. Hans første job var i kulminerne i Wyoming og senere arbejdede han i guldminerne i South Dakota.
Han fik hurtigt begyndende erfaring med at arbejde i foreninger og organisationer, oprindeligt primært i afholdsbevægelsen, hvor han beklædte forskellige stillinger op til formandsposten. I byen Lead (South Dakota) grundlagde han selv en afholdsforening. På dette tidspunkt var arbejderbevægelsen i sin spæde start. Tokoi blev medlem af Western Federation of Miners, der på dette tidspunkt var landets største og stærkeste fagforening. Også senere, efter at guldminerne var blev lukket på grund af den dårlige økonomiske situation, og da Tokoi konstant ledte efter job gennem det vestlige USA og Canada, fik Tokoi en masse erfaring med fagforeningsarbejdet.
I 1897 giftede Tokoi sig med Hanna Räimä (født i Lumijoki, Finland) og i en 3-årig periode bosatte de sig i Leadville, Colorado, hvor minedriften var blevet genoptaget. Familien tjente nok penge til, at de i år 1900 kunne vende tilbage til Finland og købe en gård i Kannus, Oskari Tokois hjemby. Foruden sit landbrug var Tokoi ansvarlig for byens første kooperative virksomhed og han fungerede som en talsmand ved retten.

## Politik og fagforeningsarbejde før 1917
Den anspændte politiske situation i hjemlandet fik Tokoi, der tidligere havde været aktiv i afholdsbevægelsen og fagforeninger, til at blande sig i politik. Storhertugdømmet Finlands autonomi blev truet af zar Nikolaj II's russificeringsbestræbelser i begyndelsen af århundredet. Især loven om værnepligt fra 1901, der forpligtede finnerne til at tjene i den kejserlige hær, mødtes med næsten enstemmig og bitter modstand i Finland. Oskari Tokoi deltog i politiske modstandsgrupper og deltog i 1902 som repræsentant for hans hjemby i flere landsdækkende hemmelige møder, der organiserede strejkerne imod værnepligt.
I efteråret 1905 gennemførte arbejderne en generalstrejke, som blev et vægtigt bidrag til den efterfølgende parlamentariske reform, der afskaffede den stænderlandag(parlament), der var etableret siden den russiske erobring af Finland fra Sverige i 1809. Under strejken blev den lokale arbejderforening grundlagt i Kannus under Tokois ledelse. Tokoi var også involveret i stiftelsen af adskillige andre arbejderforeninger i Österbotten. Ved valget i 1906 til det første finske enhedsparlament, stillede Tokoi op på listen for socialdemokratiske parti. Efter at han havde demonstreret sine taleevner på en omfattende rejse rundt i valgkredsen, sejrede han overraskende som det eneste socialdemokratiske parlamentsmedlem mod mere prominente kandidater valgkredsen.
Tokoi blev også valgt ved de følgende parlamentsvalg. Han blev især kendt som specialist i landbrugsspørgsmål og den uklare retlige stilling der var gældende for finske småbønder, men han blev også kendt for sine indlæg mod den russiske undertrykkelsespolitik. I 1909 krævede således han fra parlamentet, at zaren blev underrettet om folkets mening om det fornyede russificeringsprogram, og at folket var klar til at bære konsekvenserne. Et år senere fortolkede han forslagene om at udarbejde ensartet national lovgivning, som en anmodning til det finske parlament om at begå selvmord. Tokoi fik opbakning til sit arbejde fra sin parlamentariske fraktion, men han var ikke særlig populær blandt den mere radikale partibase. Ikke desto mindre blev Tokoi valgt som talsmand (formand) for parlamentet i 1913, da det borgerlige flertal i parlamentet ikke kunne enes om en kandidat. Efter det følgende valg blev han vicetalsmand i 1914.
Tokoi spillede en central rolle i den finske fagbevægelse. Fra 1912 til 1918 var han formand for den daværende finske fagforeningssammenslutning ”Suomen Ammattijärjestö” i en tid, hvor de sociale modsætninger i det finske samfund på truende vis eskalerede. I mange tilfælde lykkedes den moderat indstillede og retorisk begavede Tokoi, at afbøde akutte konfliktsituationer gennem personlig indgriben.

## Statsminister i en brydningstid
Efter den russiske februarrevolution i 1917 abdicerede zar Nikolaj II og det gav mulighed for forandring af Finland. Autonomien blev gendannet af den nye russiske provisoriske regering, og de politiske styrker i Finland forberedte sig på at danne et nyt senat. Socialdemokraterne, der havde parlamentarisk flertal efter valget i 1916, vedtog efter hårde forhandlinger og på trods af modstand fra store dele af partibasen, at indgå i en koalitionsregering med de borgerlige partier i senatet. Stillingen som næstformand for den økonomiske afdeling i senatet, der faktisk svarede til regeringschefens kontor, blev overtaget af Oskari Tokoi som kompromiskandidat.
Tokois-senatet fremlagde et ambitiøst program. Dette omfattede udvidelse af demokratiet, især på kommunalt niveau, begrænsning af den russiske provisoriske regerings indflydelse, forbedring af arbejdsvilkårene, såsom arbejdstid og social sikring, samt indførelse af obligatorisk uddannelse og religionsfrihed. Senatets arbejde stod imidlertid over for enorme problemer. Politiet på landet var kollapset efter februarrevolutionen og magtudøvelsen blev faktisk udført af arbejdermilitser. Igen og igen var der overgreb og voldshandlinger. Samtidig opstod alarmerende mangel på fødevarer, der førte til yderligere uro. Situationen blev endvidere opildnet af de russiske bolsjevikker, der krævede en socialistisk revolution.
Tokoi greb altid personligt ind i konflikterne og kunne ofte have en modererende virkning, såsom den 30. maj i Turku, hvor strejkende arbejdere havde spærret medlemmerne af byrådet inde i rådhuset og stillede vidtgående politiske krav. Tokois indgriben førte til frigivelse af byrådet og afslutning på strejken den næste dag. Uanset sådanne enkeltstående succeser kunne Tokoi ikke berolige den generelle situation i landet. En vigtig rolle i dette var, at Tokois regering havde begrænset opbakning fra sit eget parti på grund af deres ideologiske betænkeligheder. Tokoi modsatte sig krav fra den borgerlige lejr om at gribe afgørende ind mod militserne og hurtigt genopbygge af det borgerlige politisystem, som han i den nuværende tidspunkt, situation taget i betragtning, anså for håbløs. I sin tale til parlamentet den 12. juni 1917 modsagde han sine kritikere:
```
   "Hvis der er nogen her, hvis der i dette land er samfundsklasser, der mener, at lovlydigheden i dette land med al dens alvor kan gendannes nøjagtigt, som den blev gendannet efter generalstrejken [fra 1905], spørger jeg: Kom nu, træd frem, prøv det bare ... "
```

Mens Tokoi på den ene side indrømmede lovløsheden under de herskende forhold, indikerede han også umuligheden af at tilbagerulle den massebevægelse, der var begyndt. Et udtryk for denne afbalancerende handling var hans forskellige indlæg til de stadig mere militante Rødgardister, hvor han på den ene side fordømte voldshandlinger og på den anden side annoncerede revolutionens fortsatte fremskridt.
I sidste ende faldt Tokoi-regeringen imidlertid ikke på grund af problemerne med den indre sikkerhed, men på grund af det forfatningsmæssige spørgsmål og forholdet til Rusland. Til alles overraskelse erklærede Tokoi den 20. april i parlamentet Finlands uafhængighed som et mål for regeringspolitikken:
```
   ”Så jeg tør stole på, at det finske folks ret til selvbestemmelse, begyndelsen på det finske folks uafhængighed nu står på fast grund og det er vores pligt, at udvikle det frygtløst og konsekvent, så det finske folks uafhængighed allerede er vil blive sikret i den nærmeste fremtid. "
```

Ordvalget var ikke blevet aftalt med senatets kolleger, og som Tokoi senere forklarede, var det udslag af på øjeblikket entusiasme. Den offentlige mening i Rusland reagerede irriteret, de finske nationalister begejstret. Senatets forhandlinger med den russiske provisoriske regering om Finlands fremtidige status blev i sidste ende resultatløs.
Det socialdemokratiske parti tilsluttede sig hurtigt Tokois erklæring og spillede den mest aktive rolle i forberedelsen af den såkaldte statslov (valtalaki), der blev vedtaget den 18. juli. Med loven erklærede parlamentet, at det fra nu af selv ville udøve den øverste magt i staten. Tokoi havde troet, at statsloven kunne håndhæves, fordi han mente, at den russiske provisoriske regering var blevet svækket af et bolsjevikisk oprør. Den provisoriske regering fremstod imidlertid som foreløbig vinder over urolighederne, hvorefter de borgerlige partier i det finske senat trak deres støtte til statsloven tilbage. Den provisoriske regering opløste herefter parlamentet. Opløsningsmanifestet blev på trods af modstand fra de socialistiske senatorer vedtaget i senatet med stemmerne fra de borgerlige repræsentanter, der havde halvdelen af senatspladserne, og med den afgørende stemme fra generalguvernøren, Mikhail Stakhovitj.
Sammen med de andre socialistiske senatorer trak Tokoi sig den 16. august 1917 fra regeringen.

## Folkekommissær i det Røde Finland
De interne spændinger i Finland, der havde havde belastet Tokoi-senatets arbejde, blev intensiveret få uger efter efter den finske uafhængighed og kulminerede den 27. januar 1918 med socialisternes forsøg på at overtage magten den 27. januar 1918 og den efterfølgende Finske borgerkrig borgerkrig. Efter at den Røde Garde oprindeligt havde fået den sydlige del af Finland under deres kontrol, blev Finlands Folkekommissariat oprettet som regering for det Røde Finland. Som repræsentant for fagforeningernes sammenslutning, som Oskari Tokoi fortsat var formand for, blev han udnævnt til folkekommissær for fødevareforsyningen.
Fødevaresituationen, der var Tokois' ansvar, var en af de største udfordringer for Folkekommissariatet. Allerede den 30. januar erklærede Folkekommissariatet offentligt, at forsyningssituationen var alvorlig, og at man skulle være forberedt på mangel og sult. Kommissæren lovede imidlertid at sikre en mere retfærdig fordeling. Dagen efter gav kommissæren de lokale madudvalg ubegrænsede rettigheder til at søge og beslaglægge mad. Den 3. februar blev der etableret en landsdækkende fordeling af fødevarebeholdningen.
Oskari Tokoi personligt bestræbte sig intensivt på at skaffe mad fra Sovjet-Rusland. Han rejste til Petrograd, hvor han blev lovet hjælp. Byen var imidlertid selv på randen af hungersnød og det var først i slutningen af marts, efter adskillige henvendelser fra Tokoi til Lenin, at man faktisk modtog sine første leverancer. Folkekommissariatet købte store mængder korn direkte fra det indre Rusland, men selve transporten måtte man selv stå for. Med stor logistisk indsats blev det endeligt muligt at etablere en togtransport. Denne ankom til Helsinki den 31. marts med 49 godsvogne fulde korn. Dog blev det andet tog stoppet under de stadig mere anarkiske forhold i det russiske bagland og nåede aldrig frem.
Tokoi havde også store problemer med den indre distributionen af maden. Udover de civile fødevarekomiteer var de Røde Garder oprindeligt også bemyndiget til at konfiskere mad til egne formål. Gardens ofte vilkårlige og tilfældige konfiskeringer gjorde systematisk madfordeling umulig. Den 23. februar truede Tokoi med at fratræde, hvis et centralt organ ikke blev oprettet til at distribuere maden. Efter en hård kamp blev der endelig dannet et madråd med repræsentanter fra alle interessegrupper den 18. marts, som fra da af havde den eneste ret til at anskaffe og distribuere mad. I den korte periode, hvor det eksisterede, formåede rådet faktisk at styre situationen på en mere ordnet måde.
Imidlertid kollapsede det Røde Finland snart under angreb fra den borgerlige Hvide Garde. Sammen med de fleste af de andre folkekommissionærer flygtede Tokoi til Vyborg den 6. april fra tyskerne, der nærmede sig Helsinki, hvor kommissariatet oprindeligt havde sit arbejde. Om natten den 25. april, lige før Vyborg blev erobret af de Hvide, reddede Tokoi sig sammen med sin familie og det meste af den Røde ledelse med skib til Petrograd.

## Eksil
De Rødes ledelse, der flygtede til Rusland, blev spredt. Tokoi flyttede til Murmansk i august 1918. Borgerkrigen rasede i Rusland i fuld styrke. Efter at Sovjet-Rusland havde indgået fred med Tyskland, blev der landsat britiske tropper i Murmansk i juni, især for at sikre den strategisk vigtige Murmanskjernbane. I mellemtiden blev der gennemført forskellige militære kampagner fra Finland ind i det østlige Karelen, som hører til Rusland. Briterne så denne finske aktivitet som en trussel og af flygtede finske rødgardister oprettede de den såkaldte"Murmansk-legion", der opererede som en del af den britiske hær. Oskari Tokoi tilsluttede sig legionen med rang af oberstløjtnant.
De flygtede finske socialister der var tilhængere af Lenin, anså dem der havde tilsluttet sig Murmansk-legionen som forrædere og erklærede en dødsdom over Tokoi. Da briterne trak sig tilbage fra det nordlige Rusland i slutningen af 1919, aftalte de med Finland at returnere medlemmerne af Murmansk-legionen til Finland, hvor nogle af de tilbagevendte blev idømt til milde fængselsstraffe. Tokoi ønskede ikke under de givne omstændigheder at vende tilbage til Finland og rejste først til England og i efteråret 1920 til Canada. I 1921 slog han sig ned i Fitchburg, Massachusetts, USA, hvor et stort finsk og socialdemokratisk samfund hilste ham velkommen.
Fra 1922 arbejdede Tokoi som redaktør for det finsk-sproglige socialdemokratiske, senere liberale tidsskrift Raivaaja. Hans artikler blev af og til trykt i finske magasiner, men Tokoi havde ikke længere en betydelig indflydelse på de politiske begivenheder i sit hjemland. Han opretholdt personlige kontakter med Finland, men vendte sandsynligvis ikke tilbage på grund af den forventede retsforfølgning. Under vinterkrigen indsamlede han i Nordamerika med stort engagement økonomisk støtte til Finland og var efter fortsættelseskrigen blandt andet næstformand for organisationen ”Help Finland”. I februar 1944 vedtog det finske parlament en amnesti-lov, der benådede alle tidligere medlemmer af det finske Folkekommissariat. Denne lov, der klart blev skræddersyet til Tokoi, kaldes Lex Tokoi i Finland.
Under den kolde krig blev Tokoi tilknyttet Voice of America på dens finsksprogede udsendelser  og det formodes at han også har medvirket til at kanalisere midler fra CIA til det finske socialdemokrati i dets kamp mod de finske kommunister.

Tokois kone Hanna, som han havde seks børn med, døde i 1938. Året efter giftede han sig med amerikaneren Eva Pearl Whiteker. På trods af sin rehabilitering vendte han først tilbage til sit hjemland som besøgende i 1949 efter mere end 30 år og derefter to gange mere. Oskari Tokoi døde i 1963 i en alder af 90 år.

## Eftertiden
Under borgerkrigens virvar blev Oskari Tokoi ofte af den borgerlige side betragtet som en af de værste oprørere. Så sent som i 1938 blev der udløst en storm af protester, efter at der under en fagforeningsbegivenhed blev afspillet en grammofonplade med optagelsen af en af Tokois taler. I dag ses hans rolle i den finske historie på en mere differentieret måde. Han krediteres for det faktum, at han først og fremmest følte sig forpligtet til at opnå konsensus og fred og bestræbte sig på at bygge bro over de herskende modsætninger i hans tid. På den anden side betragtes resultatet af hans regeringsarbejde som ikke-vellykket. Han havde foretaget adskillige forkerte vurderinger, især i relation til Rusland, han havde været svag som politisk leder og frem for alt, var han blevet fortæret af sine egne retoriske færdigheder.
Selvom der ikke er sat nogen markante monumenter til Oskari Tokoi, er der spor efter hans arbejdssted og liv. Der er et Tokoi-museum i huset til arbejderforeningen i hans fødeby Kannus. En strimmel af havbugten nær det gamle centrum for den finske arbejderbevægelse i Hakaniemi, Helsinki, blev opkaldt efter Tokoi. Hans adopterede hjemby i over 40 år, Fitchburg, hædrede ham i 1989 med en mindesten i den lokale Saima-park. Finlands præsident, Mauno Koivisto, der var rejst dertil i forbindelse med lejligheden, sagde om Tokoi:
```
   ”Oskari Tokoi, næstformanden for det kejserlige senat, som var den første nationale regering i Finland, var en vigtig national leder i de svære år før uafhængigheden. Han har en fast plads i Finlands politiske historie, ikke kun som en af landets grundlæggende fædre, men også som en stor leder i arbejderbevægelsen. ”
```